# 庄原市上野総合公園
庄原市上野総合公園（しょうばらし・うえの・そうごうこうえん）は、広島県庄原市新庄町にあるスポーツ施設である。庄原市が所有し、特定非営利活動法人ポラーノが指定管理者として運営管理を行っている。

## 概要
2007年開場。西日本では珍しく、年間通じて冬芝を採用している。
陸上競技場は中国サッカーリーグやプリンスリーグ中国や高校サッカー選手権広島県予選などのサッカーや、ラグビー会場としても利用されている。
市内には桜の名所として有名な庄原上野公園という似た名前の公園があるため注意が必要。近隣に庄原市立庄原中学校がある。

## 施設

### 陸上競技場
- 日本陸上競技連盟第3種公認
- トラック：400m×9レーン、全天候舗装
- フィールド：7,420平方m、天然芝(冬芝)
- 照明設備：4基
- 観客席：1001席
- 諸施設 : 事務室、医務室、審判員控室、運営本部記録室、放送室、器具庫

### 小グラウンド
- 無料施設

### オープン・スペース
- 無料施設

## 交通
- JR備後庄原駅（庄原バスセンター）からひまわりバスで約10分・ゆめさくらバス停下車
- 中国自動車道・庄原インターチェンジから約5分